# Gaston-Maxime Gouté
Gaston-Maxime Gouté, né le 20 mai 1877 à Blois et mort à Boursières le 16 décembre 1957, est un poète et chansonnier français du XXe siècle, connu comme Le chansonnier de la Butte.

## Biographie
Gaston Maxime André Gouté, né le 20 mai 1877 à Blois, est le fils de Maxime Rodolphe Gouté, employé de chemins de fer (1846-1908) et de Célina Robin (née en 1853).
Il épouse Julienne Félicie Merville (°1879 à Beautor - †1970 à Vesoul) à la mairie du 18e arrondissement de Paris le 23 décembre 1905, il exerce alors la profession de comptable.
Gaston Depresle le présente ainsi dans La Mère éducatrice en 1925 : « Petit-fils de Edouard Goûté, dit le « Saint-Simonien », qui, sous l'Empire, sacrifia sa liberté, sa fortune et sa famille pour la République; fils de Maxime Gouté, employé de chemin de fer [...]. Amené à Paris quelques jours après sa naissance, il use ses premières culottes à la Maternelle de l'impasse Jean-Bouton, dans le 2e arrondissement. Plus tard, il entre comme boursier à l'école primaire supérieure de Dourdan (Seine-et-Oise). A seize ans, bien qu'admissible à l'école normale d'instituteurs de Versailles, il se fait cheminot. [Ses premiers recueils] de poèmes Heures tristes, Cris du Coeur, [...] sont les cris simples et francs d'un poète persistant dans cette tradition humanitaire qui fut si longtemps l'honneur de notre esprit national ».
Il est incorporé en novembre 1898 pour le service militaire au 67e Régiment d’Infanterie qu'il termine avec le grade de caporal. Mobilisé en août 1914, il est affecté au 80e Régiment d’Infanterie territoriale, nommé caporal fourrier en mars 1915, sergent en octobre 1915, sergent-major en juillet 1916. Il est affecté aux services auxiliaires en janvier 1918 pour raisons de santé. 
En 1915, parait dans Le Poilu, journal des tranchées de Champagne, le poème Aux étoiles, qu'il a écrit dans les tranchées. La même année, parait la chanson La Voix des canons. Dans les années 20, il est poète chansonnier au restaurant-cabaret La vache enragée, au 25 rue Lepic à Paris. 
La Revue littéraire, artistique, théâtrale et sportive dresse un portrait de Gaston-Maxime Gouté en 1927, rapportant qu'il est très connu comme chansonnier, mais que « le triomphe du jazz-band, des rythmes désossés et des rimes déséquilibrées lui a porté un coup mortel. Car Gaston-Maxime Goûté a le tort [...] de respecter les rythmes réguliers, les règles prosodiques conventionnelles et les rimes qui revivent ». On y apprend que le recueil Cris du Cœur contient l’essentiel de son œuvre de guerre et d’après-guerre : « ce volume est une œuvre de Vérité, le cri d’un brave homme provoqué par la tristesse, la colère, l’horreur et le mépris [...] Gouté a du courage car il est apôtre sincère de la paix et de la liberté ». 

En octobre 1930, il exprime ainsi sa vision sur la guerre dans le journal La Presse, disant qu'il faut : 
1° Faire une loi pour les « objecteurs de conscience ». Il faut que ceux qui ne veulent pas tuer puissent au moins (de par la loi) ne plus participer à la mêlée lugubre, qu’elle soit gazée ou non ; 
2° Que la Société des Nations supprime les armements et les fabriques de produits chimiques à destination guerrière ; 

3° Que le peuple (c’est le nombre) se rende compte que les résultats obtenus après la guerre sont néfastes pour la grosse majorité ; il faut qu’il tienne à la vie et se dise, comme dans l’existence civile et paisible : « Un mauvais arrangement vaut mieux qu’un bon procès »... et ce procès-là, c’est la guerre.
Il collabore régulièrement avec La Revue littéraire, artistique, théâtrale et sportive, Belles chansons de France, Chansons de la Butte, L'Intermédiaire foccien, La Presse Associée, Les Pyrénées Littéraires, L'essor Franco-Belge. 
Dans les années 30, il se produit avec La chanson de Paris, fondée par Xavier Privas, qui organise des soirées à Paris avec des chansonniers et des poètes qui interprètent leur répertoire.  Ses prestations dans les cabarets sont relayées dans les journaux socialistes du SFIO et du Front populaire. Il est présenté comme Le chansonnier de la Butte, résidant sur la Butte-Montmartre. 
Gaston-Maxime Gouté meurt à Boursières en Haute-Saône le 16 décembre 1957.

## Œuvres principales
- Heures grises, préface de Xavier Privas et Paul Brulat, 1910[14]
- Cris du cœur, préface de Paul Reboux et illustrations par Germain Delatousche, 1921[15],[16]
- Petites pensées sauvages, 1924[17]
- Les deux ivresses, comédie en un acte en vers[18]
- Un peu de « riens », 1933[19]
- La cité sans lumière, 1945

## Distinctions
- Officier de l'Instruction publique, 16 février 1930[20]